# Dikasterium pro biskupy
Dikasterium pro biskupy (Dicasterium pro episcopis) je jedno ze šestnácti dikasterií Římské kurie, která je zodpovědná za výběr kandidátů do biskupských úřadů, jejichž jména pak předkládá papeži. 

## Historie
Prefektem byl také arcibiskup Robert kardinál Prevost, pozdější papež Lev XIV., který nahradil v roce 2023 kardinála Ouelleta, a sekretářem Ilson de Jesus Montanari (od 12. října 2013).